# San José del Rincón (Santa Fé)
San José del Rincón é uma comuna da província de Santa Fé, na Argentina.